# مامود آمادو
مامود آمادو (انگلیسی: Mamood Amadu؛ زادهٔ ۱۷ نوامبر ۱۹۷۲) بازیکن فوتبال اهل غنا بود.